# (228165) Mezentsev
(228165) Mezentsev  es un asteroide perteneciente al cinturón de asteroides, descubierto el 26 de septiembre de 2009 por Dmitri Chestnov y Artiom Novichónok desde el Observatorio Tzec Maun Mayhill, en Estados Unidos.

## Designación y nombre
Mezentsev se designó inicialmente como 2009 SJ170.
Más adelante fue nombrado en honor al astrónomo ruso Andréi Georgievich Mézentsev (n. 1949).

## Características orbitales
Mezentsev orbita a una distancia media del Sol de 2,6924 ua, pudiendo acercarse hasta 2,3862 ua y alejarse hasta 2,9986 ua. Tiene una excentricidad de 0,1137 y una inclinación orbital de 10,0058° grados. Emplea en completar una órbita alrededor del Sol 1613 días.

## Características físicas
Su magnitud absoluta es 16,1.